# بث پاتر
بث پاتر (انگلیسی: Beth Potter؛ زادهٔ ۲۷ دسامبر ۱۹۹۱) ورزشکار زن ورزش سه‌گانه اهل اسکاتلند است.
وی در مسابقات کشوری و بین‌المللی در مجموع برندهٔ ۳ مدال طلا، ۳ مدال برنز شده است.